# Сынаньский диалект

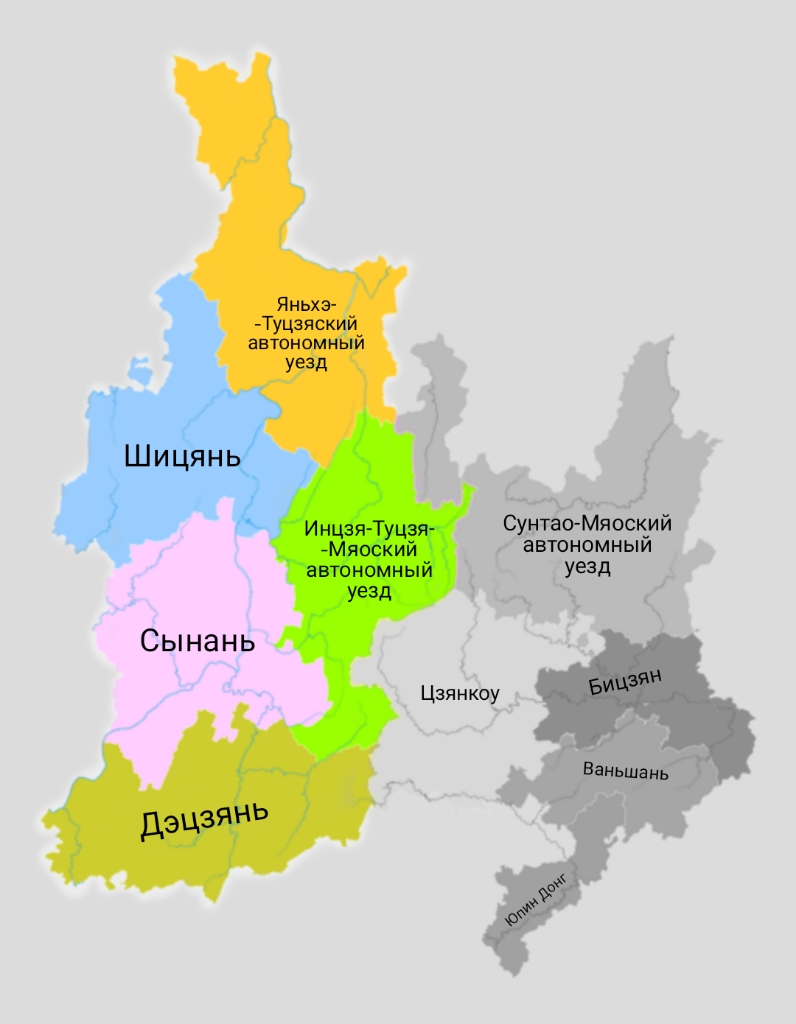
Уезды Тунжэня, в которых говорят на сынаньском диалекте (выделены цветом)

Сынаньский диалект (кит. трад. 思南話, упр. 思南话, пиньинь Sīnánhuà, местное произношение sɿ˥ nã˨˩ xuɒ˨˦) — в «Хрониках провинции Гуйчжоу» также называется 黔东北小片 (буквально «Маленький кусочек Северо-Восточного Гуйчжоу»), а в городе Тунжэнь его называют «Диалект уезда Сиу» (西五县话).
На этом диалекте преимущественно говорят в уездах Сынань, Дэцзянь и Шицянь Инцзян-Туцзя-Мяоском и Яньхэ-Туцзяском автономных уездах городского округа Тунжэнь в провинции Гуйчжоу (КНР). Сынаньский диалект является одним из самых своеобразных диалектов Гуйчжоу.

## История
В прошлом (при правлении династии Мин) представителем диалекта префектуры Сынань был диалект уезда Сынань, но так как после 1935 года Сынань перестал быть региональной административной столицей, его региональный статус сильно снизился. Акценты уездов префектуры Сынань перестали быть «уверенными», устойчивыми, появилось сильное влияние Северного Гуйчжоу, и уезд Сынань уже можно было считать его частью.

## Особенности

### Мантры в сынаньском диалекте
Важной чертой сынаньского диалекта являются уникальные 口头禅 (kǒutóuchán) его носителей. 口头禅 — это своеобразные «любимые фразы» конкретных людей или групп людей, это слова или выражения, которые люди часто произносят, не придавая этому особого смысла. К ним можно отнести, например, слова-паразиты, устойчивые выражения. (Для удобства упоминания далее в тексте они будут названы мантрами.)
Даже жителям разных частей Сынаня свойственны разные мантры, по этому признаку можно понять, из какого района Сынаня тот или иной человек. Например, когда говорит житель сынаньского городка Чжанцзячжай (张家寨镇), первое предложение звучит так: «Боже мой, я…» (啊天个，我…). Услышав это, сразу понимаешь, что это человек из Чжанцзячжая.
Хотя мантры являются важной чертой, отличающей людей из разных районов, и их содержание очень своеобразно, большинство из них являются бранными словами и словами-паразитами. Сынаньский диалект формируется сынаньцами всех этнических групп на протяжении многих лет. Словарный запас уникален, а содержание чрезвычайно богато. Многие типичные поговорки и выражения не до конца понятны даже жителям близлежащих Цзуньи и Тунжэня.

### Лексика
Автор статьи «Полное собрание местных диалектов Сынаня, Тунжэнь» делит особую лексику на четыре категории:
- слова для обозначения частей тела (например, голову житель Сынаня может назвать 脑壳 (буквально «череп»), тогда как общепринято слово 头)
- слова для наименований / обращения к людям («девочка» в сынаньском диалекте/путунхуа: 孃孃家/女孩; пожилая дама: 老公公/老头)
- фразы, названия животных, предметов еды, одежды и т.д (ворона: 老哇/乌鸦; стрекоза: 点点猫/蜻蜓; прилагательное для описания чего-то маленького: 咪咪)
- слова для описания состояния и поведения (打狗 (буквально «ударить собаку») — 断绝关系 — разорвать отношения; 装兔 («притворяться кроликом») — намеренно избегать людей «拿架子»)

## Фонология, произношение
Подобно другим диалектам миньцзян, сынаньский диалект имеет пять типов тонов: Иньпин (阴平), Янпин (阳平), Шаншэн (上声), Цушэн (去声) и Рушэн (入声, входящий тон). Рушэн сохраняет рифму, но он ослаблен до гортанной смычки [-ʔ].
Значения тонов в сынаньском диалекте: Иньпин 55, Янпин 21, Шаншэн 42, Цушэн 24 и Рушэн 2. Входящий тон (рушэн) часто имеет 23 изменения высоты тона при непрерывном чтении.